# Грязнов, Афанасий Сергеевич
Афанасий Сергеевич Грязнов (8 июля 1899, Сластуха, Саратовская губерния — 11 сентября 1969, Москва) — советский военачальник, генерал-майор (10 января 1942).

## Биография
Афанасий Сергеевич Грязнов родился 8 июля 1899 года в селе Сластуха (ныне Екатериновского района Саратовской области).

### Гражданская война
С 1917 года был дружинником боевой рабочей дружины депо Петровск, а с февраля 1918 года служил красногвардейцем добровольческого отряда под командованием Акинфеева и красногвардейского отряда под командованием Курчаева.
После излечения в земской больнице Саратовской губернии Грязнов служил красноармейцем в отдельном пластунском батальоне (Южная группа армий, Восточный фронт), а с июня 1919 года — в Нижнеуральском полку (22-я стрелковая дивизия). Принимал участие в боевых действиях против уральских белоказаков в районе Уральска, а в августе с дивизией убыл на Южный фронт, где на Дону воевал против войск под командованием генерала А. И. Деникина.
В сентябре 1919 года Грязнов был направлен на учёбу в Санитарную школу при санчасти штаба Юго-Восточного фронта, после окончания которой с февраля 1920 года служил санитаром в Александровском военном госпитале этого фронта. В июле 1920 года был направлен на 1-е Советские Московские пулемётные курсы, которые в 1921 году были преобразованы в 1-ю Советскую объединённую школу им. ВЦИК. Будучи курсантом школы, Грязнов принимал участие в подавлении Кронштадтского восстания. Стоял в карауле у кабинета В. И. Ленина.

### Межвоенное время
После окончания школы в октябре 1922 года Грязнов был назначен на должность командира взвода в составе 2-го Милиционного полка (Петроградская отдельная бригада), а в марте 1923 года был направлен в 59-й стрелковый полк (20-я стрелковая дивизия), где служил на должностях помощника заведующего оружием и командира взвода. В ноябре 1924 года был назначен на должность командира взвода отдельного Куженковского караульного батальона (Ленинградский военный округ), в январе 1926 года — на должность командира взвода, а затем — на должность помощника командира роты 33-го стрелкового полка (11-я стрелковая дивизия).
В октябре 1927 года Грязнов был направлен на учёбу на Военно-политические курсы имени Ф. Энгельса, расположенные в Ленинграде, после окончания которых служил в 10-м Туркестанском стрелковом полку (4-я стрелковая дивизия) на должностях политрука роты и командира роты. В сентябре 1931 года был направлен на учёбу в Военной академии имени М. В. Фрунзе, после окончания которой в мае 1936 года был назначен на должность начальника штаба 6-го Кавказского стрелкового полка, а в сентябре 1937 года — на должность помощника начальника отделения 1-го отдела штаба Киевского военного округа.
В декабре 1938 года был направлен на учёбу в Академию Генерального штаба РККА, после окончания которой в октябре 1940 года был назначен на должность начальника штаба 67-й стрелковой дивизии (Прибалтийский военный округ).

### Великая Отечественная война
С началом войны Грязнов состоял для поручений при командующем войсками Западного фронта и 24 июля 1941 года был назначен на должность командира 64-й стрелковой дивизии, которая во время Смоленского сражения вела боевые действия на ярцевском направлении. За отличия в боевых действиях 26 сентября дивизия была преобразована в 7-ю гвардейскую, после чего участвовала в обороне Москвы.
2 января 1942 года Грязнов был назначен на должность командира 1-го гвардейского стрелкового корпуса, который принимал участие в ходе Демянской наступательной операции. 23 июня был назначен на должность командира 14-й гвардейской стрелковой дивизии, которая с августа принимала участие в ходе оборонительных боевых действий, а затем в контрнаступлении под Сталинградом и в наступлении на ворошиловградском направлении и освобождении Морозовска.
С 24 декабря исполнял должность командира командира 14-го стрелкового корпуса, а 7 февраля 1943 года был назначен на должность командира 15-го стрелкового корпуса, который принимал участие в ходе Ворошиловградской наступательной операции, а также в освобождении городов Купянск и Балаклея. За героизм, проявленный личным составом в этих боевых действиях, корпус под командованием Грязнова был преобразован в 28-й гвардейский.
В марте А. С. Грязнов был травмирован и эвакуирован в госпиталь в Москву. После излечения 30 июня был назначен на должность командира 47-го стрелкового корпуса, который принимал участие в ходе Курской битвы. С ноября по декабрь вновь находился на излечении в том же госпитале в связи с заболеванием и после выздоровления 24 декабря был назначен на должность командира 99-го стрелкового корпуса, которые принимал участие в Ленинградско-Новгородской наступательной операции.
14 апреля 1944 года был назначен на должность командира 110-го стрелкового корпуса, который принимал участие в ходе Выборгской и Прибалтийской наступательных операций, а также в освобождении Выборга и разгроме курляндской группировки противника.

### Послевоенная карьера
После окончания войны Грязнов находился на прежней должности. В декабре 1945 года был назначен на должность командира 82-го стрелкового корпуса (Одесский военный округ), а в мае 1946 года — на должность старшего преподавателя Высшей военной академии имени К. Е. Ворошилова.
В январе 1954 года уволел в запас.
Проживал в Москве, где и скончался 11 сентября 1969 года. Похоронен на Даниловском кладбище.

## Награды
- Орден Ленина;
- Пять орденов Красного Знамени;
- Орден Кутузова 2 степени;
- Медали.